# Célio de Oliveira Goulart
Dom Frei Célio de Oliveira Goulart, O.F.M. (Piracema, 14 de setembro de 1944 - São João del-Rei, 19 de janeiro de 2018) foi um frade franciscano e bispo católico brasileiro. Foi bispo de Leopoldina, Cachoeiro de Itapemirim e de São João del-Rei.

## Biografia
Nasceu em 14 de setembro de 1944, em Piracema, Minas Gerais. Ele era o sexto filho de uma família com sete irmãos. Filho de João Rodrigues de Oliveira e Maria Geralda Goulart, desde cedo mostrou-se destinado à sua vocação.
Fez seus estudos de filosofia no Convento São Boaventura, em Daltro Filho e no Convento Santa Maria dos Anjos, em Betim. Já o curso de teologia foi feito no Convento Santo Antônio, em Divinópolis, e no Instituto de Teologia da Pontifícia Universidade Católica de Minas Gerais, em Belo Horizonte. 
Em 12 de julho de 1969 foi ordenado padre pela Ordem dos Frades Menores. Em agosto de 1998 foi nomeado bispo da diocese de Leopoldina e adotou como lema “A cruz é a força de Deus” sendo ordenado na cidade de Pirapora- MG onde desempenhava seu ministério na Paróquia São Sebastião, por Dom Paulo Lopes de Faria, na época Arcebispo Metropolitano de Diamantina..
Em 2003, foi transferido para a diocese de Cachoeiro do Itapemirim. De 2003 a 2007, foi presidente do Regional Leste 2 da CNBB (estados de Minas Gerais e Espírito Santo) e membro do Conselho Permanente da CNBB. Dom Célio tomou posse como bispo da diocese de São João del-Rei no dia 17 de julho de 2010. Faleceu no dia 19 de janeiro de 2018, em São João del-Rei.